# Sawada Miki

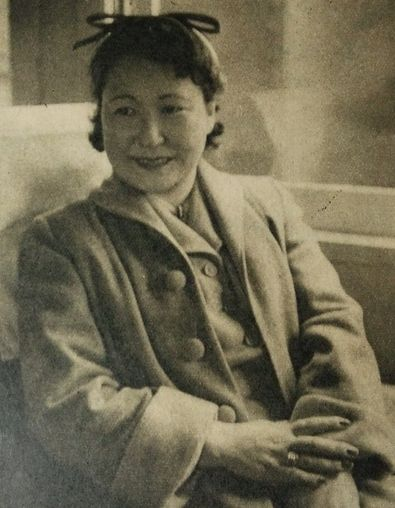
Sawada Miki, 1952

Sawada Miki (japanisch 澤田 美喜; geboren 19. September 1901 in Tōkyō; gestorben 12. Mai 1980) war eine japanische Humanistin.

## Leben und Wirken
Sawada Miki wurde als Tochter von Iwasaki Hisaya (1865–1955) und damit als Enkeltochter des Großunternehmers Iwasaki Yatarō geboren. 1922 heiratete sie Sawada Renzō (澤田 廉三; 1888–1970), einen Diplomaten und Administrator im japanischen Außenministerium, mit dem sie viele Auslandsaufenthalte verbrachte.
Nach Ende des Pazifikkriegs verstörte sie im Lauf der Besatzungszeit der Amerikaner zunehmend die weit verbreitete feindliche Haltung gegenüber Kindern japanischer Frauen, die von amerikanischen Besatzungssoldaten zurückgelassen worden waren. Sawada wurde tätig und gründete mit eigenen Mitteln 1948 in Ōiso in der Präfektur Kanagawa eine Heimstätte für diese Kinder. Als Elizabeth Saunders, einer in Japan lebend verarmte Britin, die der Anglikanischen Kirche angehörte, 50000 Yen, ihre ganzen Ersparnisse, für dieses Heim stiftete, benannte Sawada die Heimstätte nach ihr. Später stifteten auch andere, wie z. B. Pearl S. Buck, Mittel für das Heim. Sawada wirkte bis zu ihrem Tode als Leiterin des Heims. 1952 gründete Sawada die „St. Stephan Schule“ (聖スラパノ学園) in Ōiso, die sie ebenfalls leitete.
Zu den von ihr verfassten Büchern gehören „Agathas dunkles Kreuz“ (黒い十字架のアガサ, Kuroi jūjika no Agasa) und „Dunkle Haut und weißes Herz – der Weg zum Elizabeth-Saunders-Heim “ (黒い肌と白い心 サンダース・ホームへの道, Kuroi hada to shiroi kokoro – Sandas hōmu e no michi).
Sawada wurde mit Preisen ausgezeichnet: 1960 Elizabeth-Blackwell-Preis, 1964 International Woman Award, 1966 Preis des Premierministers, Ehrendoktor der Universität Bridgeport (USA), 1978 Adelaide-Ristori-Preis (Italien).